# Xenophyes kinlochensis

Xenophyes kinlochensis  (лат.) — вид полужесткокрылых насекомых из семейства Peloridiidae. Новая Зеландия.

## Описание
Мелкие полужесткокрылые насекомые с полупрозрачными надкрыльями, длина тела около 3 мм. Ширина головы 1,18–1,36 мм; длина головы 0,36–0,45 мм. Комбинированная ширина двух надкрылий до 2,04 мм. Основная окраска желтовато-коричневая до почти чёрной. Форма тела широкоовальная, плоская. Голова поперечная, примерно в 3 раза шире своей длины; передний край выпуклый. Пронотум в задней части пунктированный. Оцеллии отсутствуют. Усики короткие 3-члениковые, булавовидные. Ротовые части гопогнатические. Лапки 2-члениковые. Нелетающие брахиптерные насекомые. Встречаются в лесах из южного бука (Nothofagus), подкарпово-широколиственных, кустарниках. Сезонность: имаго чаще отмечены в ноябре — марте.